# Поворот не туда 6: Последний курорт
«Поворот не туда 6: Последний курорт» (англ. Wrong Turn 6: Last Resort, стилизованный под «Поворот не туда VI» во вступительных титрах) — американский слэшер, снятый в 2014 году режиссёром Валерием Милевым. Несмотря на номер в названии и появление трёх каннибалов из предыдущих частей, фильм является перезапуском франшизы, а не очередным сиквелом. Это шестая по счёту картина во франшизе.
Фильм был выпущен на DVD и в цифровом виде 21 октября 2014 года. Продажи фильма на видеоносителях составили чуть более 1 миллиона долларов. Фильм получил в целом негативные отзывы, но они были выше, чем у предыдущего проекта. Критиками хвалилась игра актёров и сюжет, но критиковались эффекты.
За этим последовала ещё одна перезагрузка, названная в России «Поворот не туда: Наследие» (2021).

## Сюжет
Братья Хилликер: Трехпалый, Пилозубый и Одноглазый убивают пару байкеров, Дарью и Ника, на велосипедной дорожке в Западной Вирджинии. Братья находятся на попечении своих сумасшедших родственников Джексона и Салли, смотрителей местного гостиничного курорта Хоббс-Спрингс. Дэнни посещает курорт за семейным наследством вместе со своей девушкой Тони, её братом Родом и их друзьями Виком, Чарли, Брайаном и его девушкой Джиллиан. По прибытии его приветствуют Салли и Джексон, его двоюродные братья, но без ведома его друзей, они каннибалы, и Джексон убил пожилую гостью отеля Агнес Филдс в коридоре.
Брайан и Джиллиан, которые на следующий день покупают продукты, узнают от обеспокоенного шерифа Дусетта об исчезновениях горожан, включая гостей отеля и Агнес. Уезжая, Дусетт натыкается на блокпост, где его убивает Трехпалый. Встревоженные новостями Брайана и Джиллиан о судьбе горожан, друзья Дэнни стали подозрительно относиться к характеру его двоюродных родственников и его интересу остаться со своей семьей, что привело к ухудшению его отношений с другими. Тони отправляет Вика найти Дэнни, который отправился на охоту с Джексоном в лес. Вик видит, как Пилозубый пожирает оленя, убитого Дэнни во время охоты. Когда Дэнни планирует отремонтировать отель, чтобы вновь открыть его в следующем году, его друзья неохотно соглашаются остаться. Однако Джиллиан и Брайан планируют покинуть город и украсть вещи из отеля за деньги. При этом они обнаруживают потайную дверь в подвал, ведущую в подземную баню, где Джиллиан возбуждается и соблазняет Брайана заняться с ней сексом. Сразу после того, как Брайан доводит Джиллиан до оргазма на полпути, каннибалы внезапно нападают на пару. Брайана бьют по голове, в результате чего он получает серьёзную травму головы, а затем Джиллиан жестоко расчленяют без Брайана, чтобы защитить её, но Салли не дает им убить Брайана. Затем она тащит его в свою спальню и насилует. Затем она душит его своей подушкой по приказу Джексона.
Теперь, восставая против своих друзей во время жаркого спора с Тони, Джексон и Салли знакомят Дэнни со своими давно потерянными родственниками-людоедами на поляне. Они объясняют Дэнни, Хилликеру, свое происхождение. Вик следует за ними и подслушивает их разговор. Затем его захватывают Хилликеры, которые перерезают ему горло и вырывают внутренности, чтобы весь клан съел его для церемонии. Когда на следующее утро остальная часть группы начинает уходить, Тони, Род и Чарли обнаруживают, что Джексон готовит еду на кухне с расчлененными трупами жертв, включая Брайана и Джиллиан. В ужасе они пытаются сбежать, но натыкаются на каннибалов, которые убивают и Чарли, и Рода. Тони вооружается винтовкой из арсенала и входит в баню, чтобы противостоять Салли по поводу манипулирования Дэнни против его друзей. Пока они сражаются, Тони обезображивает Салли и отстреливает ей ногу из винтовки. В ярости Джексон приказывает Дэнни убить Тони, но позволяет ей сбежать. Джексон преследует её, пока Тони не наносит ответный удар, нанося ему удар ключом от двери в голову, убивая его. Дэнни, разгневанный Тони за убийство Джексона, затем позволяет каннибалам убить её, ударив её топором по голове.
Через год после повторного открытия курорта, переименованного в Хилликер-Спрингс, Дэнни становится новым менеджером и продолжает грязную семейную традицию.

## В ролях
| Актёр             | Роль       |
| ----------------- | ---------- |
| Энтони Иллот      | Дэнни      |
| Крис Джервис      | Джексон    |
| Эквилла Золл      | Тони       |
| Сэди Кац          | Салли      |
| Ролло Скиннер     | Вик        |
| Билли Ашвурд      | Род        |
| Гарри Белчер      | Чарли      |
| Джой Каминар      | Брайан     |
| Роксана Паллет    | Джилиан    |
| Радослав Парванов | Трехпалый  |
| Данко Йорданов    | Пилозубый  |
| Асен Асенов       | Одноглазый |
| Талита Люк-Эрдлей | Дарья      |
| Кикен Робинсон    | Шериф      |

## Производство
Режиссёра Деклана О’Брайена заменил режиссёр Валерий Милев в шестой части франшизы «Поворот не туда». Который изначально служил продолжением «Поворот не туда 5: Кровное родство» (2012), завершившим трилогию приквелов, но был отменен. Сообщается, что съемки шестого фильма начались в марте 2014 года в Болгарии.

## Выход на DVD
Фильм показал очень плохие результаты с продаж DVD и Blu-ray. Сборы с DVD составляют 856,394 $ а сборы с Blu-ray составляют 151 923 $ что в общем составляет 1 008 317 $.

## Отзывы
Анализ «28 дней спустя» сообщил, что прошло десять лет «с тех пор, как актриса Элиза Душку сыграла Джесси, женщину, преследуемую бандой деревенских каннибалов». Джоэл Харли из Starburst оценил его на 7/10 звезд и написал: «Во всяком случае, это одна из лучших работ». Стив Бартон из Dread Central оценил фильм на 1,5 из 5 звезд и назвал его «полным отстоем с несколькими хорошими моментами», хотя и похвалил игру Сэди Кац.

### Судебное дело
В октябре 2014 года в Ирландии было возбуждено судебное дело по поводу несанкционированного использования фото женщины, пропавшей без вести в графстве Уэксфорд. Судья отказался вынести временный судебный запрет, но дело вернулось в суд в начале ноября 2014 года. В результате иска дистрибьютор 20th Century Fox отозвал все выпуски фильма на DVD и Blu-ray, не планируя пресечь или повторить релиз, а также отключили все источники потокового вещания в Интернете. В конечном итоге фильм был переиздан с размытой фотографией.